# New York (Texas)
|  | Dieser Artikel wurde aufgrund von inhaltlichen Mängeln auf der Qualitätssicherungsseite des Projektes USA eingetragen. Hilf mit, die Qualität dieses Artikels auf ein akzeptables Niveau zu bringen, und beteilige dich an der Diskussion! Eine nähere Beschreibung der zu behebenden Mängel fehlt. |

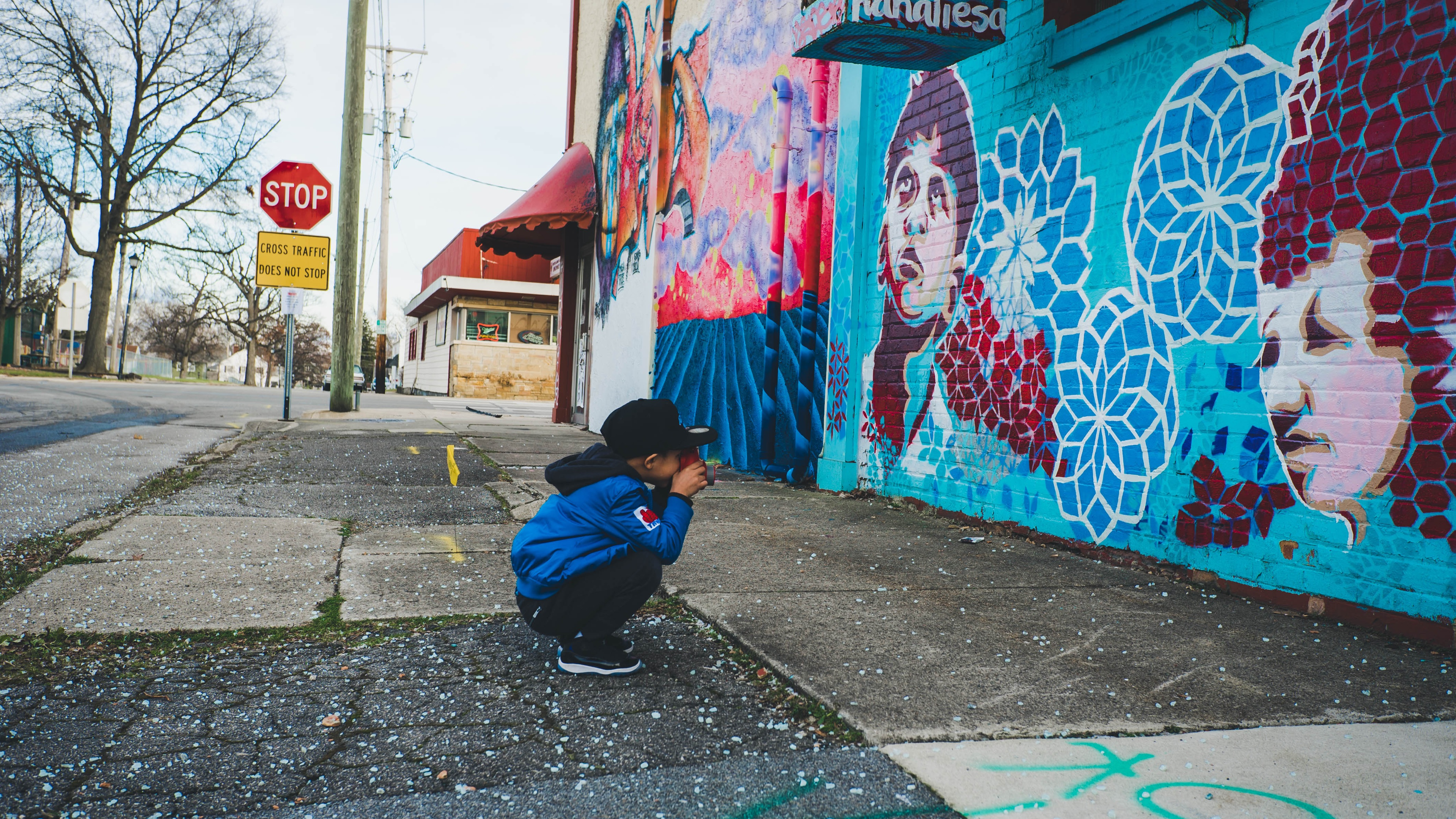
Wandmalereien in New York, Texas, 2016

New York ist eine kleine Ortschaft im Osten des Henderson County im US-Bundesstaat Texas.

## Geographie
Der Ort liegt 18 Kilometer östlich von Athens.

## Geschichte
Gegründet wurde der Ort 1856 und seit 1873 ist die heutige Stelle des Ortes bebaut. Der Ort wurde nach New York City benannt. 1884 war der Ort so weit angewachsen, dass er bei einer Bevölkerung von 60 Personen zwei dampfbetriebene Schrotmühlen, Baumwollverarbeitung, zwei Kirchen, eine Schule und ein Postamt (von 1876 bis in die 1900er Jahre) beherbergte. 1892 war die Bevölkerung auf 100 Personen angewachsen. Nachdem 1901 die Eisenbahnlinie weit am Ort vorbeiführte, fand die Entwicklung des Ortes Einhalt. 1936 wurde die Schule mit der in Poynor zusammengelegt. 1992 bestand noch eine Baptistenkirche bei einer Bevölkerung von 20 Personen. Im Jahr 2000 lag die Einwohnerzahl bei noch 15 Personen.